# 65 км (зупинний пункт, Донецька залізниця)
65 кіломе́тр — залізничний пасажирський зупинний пункт Луганської дирекції Донецької залізниці.
Розташований у селищі Ковпакове, Антрацитівський район, Луганської області на лінії Дебальцеве — Красна Могила між станціями Штерівка (13 км) та Щотове (2 км).
Через військову агресію Росії на сході України транспортне сполучення припинене, водночас на середину листопада 2018 р. двічі на день курсує пара електропоїздів сполученням Фащівка — Красна Могила, що підтверджує сайт Яндекс.